# 海外南經
《海外南经》，为《山海經》海部的第一部，其中描述書中海外南部的各種山脈、流水、鳥獸、礦物與神祇。
此卷一共囊括描述了十二个國家、两座山及其經流的水源等。此外，作為一部充滿神話色彩的地理和禮儀古籍，此卷中描述的一些神祇等，都深深地影響到此後數千年的東亞文化圈中國家的禮儀和文化。

## 內容
|  | 大地所承载的，包括上下四方之间的万物，在四海之内，以日月照明，以大小星辰为界，以春夏秋冬记录四时，以太岁纪年。大地上一切神灵造化，形成了不同形状的万物，不同的寿命周期。只有圣明的人才能通晓这些道理。 |

|  | 海外世界由西南角到东南角的国家地区、山川河流分别如下。 |

### 結匈國
|  | 结匈国在灭蒙鸟西南面，那里的人都长得像鸡一般的胸脯。 |

### 南山
|  | 南山在灭蒙鸟东南面。从这座山来的人，把虫叫做蛇，把蛇叫做鱼。也有一种说法认为南山在结胸国的东南面。比翼鸟在灭蒙鸟的东面，它有青色、红色间杂的羽毛，两只鸟的翅膀配合起来才能飞翔。也有一种说法认为比翼鸟在南山东面。 |

### 羽民國
|  | 羽民国在灭蒙鸟东南面，那里的人都长着长脑袋，全身生满羽毛。另一种说法认为羽民国在比翼鸟东南面，那里的人都长着一副长脸颊。 |

|  | 有位叫二八的神仙，手臂连在一起，在旷野中为天帝守夜。这位神仙在羽民国东面，那里的人都有狭小脸颊和赤红色肩膀，总共有十六个人。 |

|  | 毕方鸟在羽民国东面，在青水西面，这种鸟只有一只脚。另一种说法称毕方鸟在二八神仙东面。 |

### 讙頭國
|  | 讙头国在羽民国南面，那里的人有人的面孔却有两只翅膀，还长着鸟嘴，方便捕鱼。另一种说法认为讙头国在毕方鸟东面；或者称它是讙朱国。 |

### 厭火國
|  | 厌火国在讙头国南面，国人为黑色兽身，口中可以吐出火。另一种说法认为厌火国在讙朱国东面。 |

|  | 三珠树生长在厌火国北面，在赤水岸边，树与普通柏树相似，叶子皆是珍珠。另一种说法称那里的树像彗星模样。 |

### 三苗國
|  | 三苗国在赤水东面，那里的人是相互相随地行走。另一种说法称三苗国为三毛国。 |

### 臷国
|  | 臷国在三苗国东面，那里的人皮肤黄色，能操持弓箭射蛇。另一种说法称臷国在三毛国东面。 |

### 貫匈國
|  | 貫匈國在臷国东面，那里的人胸膛均穿洞。另一种说法称贯胸国在臷国东面。 |

### 交脛國
|  | 交脛國在貫匈國东面，那里的人总是交叉着双腿。另一种说法称交胫国在穿胸国东面。 |

|  | 不死民在交脛國东面，那里人皮肤黑色，长寿不死。另一种说法是在穿匈國东面。 |

### 岐舌國
|  | 岐舌国在交脛國东面，那里的人舌苔长着相反。另一种说法称岐舌国在不死民东面。 |

### 昆侖虛
|  | 昆仑山在岐舌国东面，山基呈四方形。 |

|  | 羿与鑿齒在寿华荒野交战厮杀，羿射死了鑿齒的地方，就在昆仑山东面。在那次交战中羿手拿弓箭，凿齿手拿盾牌。另一种说法称凿齿拿着戈。 |

### 三首國
|  | 三首国在昆仑山东面，那里的人都是一个身子三个头。 |

### 周饒國
|  | 周饶国在三首国东面，那里的人身材矮小，衣着冠带整齐。 |

### 長臂國
|  | 长臂国在周饶国东面，国民都在水中捕鱼，并双手各抓着一条鱼。 |

### 狄山
|  | 狄山，尧死后葬在山南面，喾死后葬在山北面。这里有熊、羆、文虎、蜼、豹、離朱、視肉。吁咽和文王也埋葬此处。另一种说法称它是汤山。还有一种说法称这里有熊、羆、文虎、蜼、豹、離朱、𩿨久、視肉、虖交。山上树木繁盛，方圆三百余里。 |

|  | 南方的祝融神，长着兽身人面，乘着两条龙。 |